# NGC 547
NGC 547 (други обозначения – UGC 1009, DRCG 7 – 42, MCG 0-4-143, ARP 308, ZWG 385.133, 3C 40, KCPG 32B, PGC 5324) е елиптична галактика (E1) в съзвездието Кит.
Обектът присъства в оригиналната редакция на „Нов общ каталог“.